# 2010年日本の補欠選挙
2010年日本の補欠選挙（2010ねんにほんのほけつせんきょ）では、日本の立法府である衆議院と参議院を構成する議員を補充するために2010年（平成22年）に行われた補欠選挙について取り上げる。

## 概要
補欠選挙は、議員が辞職或いは死亡したことなどで欠員が生じた場合に、その欠員を補充するために行われる選挙である。2000年の公職選挙法改正によって、衆議院と参議院の補欠選挙は年2回、4月と10月の第4日曜日に行われている。

## 4月執行の補欠選挙
公職選挙法第33条の2に掲げる第1期間（9月16日 - 翌年3月16日）中に衆議院議員及び参議院議員の欠員が生じなかったため、補欠選挙は実施されなかった。

## 10月執行の補欠選挙

### 概要
- 告示日：2010年10月12日
- 投票日：2010年10月24日
- 選挙区
  - 衆議院：1選挙区

### 選挙区と選挙事由
- 北海道第5区
- 選挙事由：小林千代美衆議院議員（民主党）の選挙関係者による公職選挙法・政治資金規正法違反の有罪判決を受けて引責のため、議員辞職したことによる。
- 立候補者：5名

| 候補者名   | 年齢 | 職業         | 党派               | 新旧 |
| ---------- | ---- | ------------ | ------------------ | ---- |
| 中前茂之   | 38   | 政党役員     | 民主党             | 新   |
| 宮内聡     | 47   | 政党役員     | 日本共産党         | 新   |
| 森山佳則   | 43   | 団体職員     | 諸派（幸福実現党） | 新   |
| 町村信孝   | 66   | 選挙区支部長 | 自由民主党         | 前   |
| 河村美智子 | 62   | 無職         | 無所属             | 新   |
なお、町村は衆議院議員で前回の選挙では比例北海道ブロックで当選（重複立候補による復活）しており、告示直前の10月1日に議員を辞職して補選に立候補した。その後、自由民主党比例北海道ブロックの比例名簿から欠員補充として、次点者の今津寛が繰上当選となった。

### 選挙結果
- 当日有権者数（5区）：454,271名
- 投票者数：242,932名
- 投票率：53.48%

| 当落 | 候補者     | 年齢 | 党派               | 新旧 | 得票数  | 得票率 |
| ---- | ---------- | ---- | ------------------ | ---- | ------- | ------ |
| 当選 | 町村信孝   | 66   | 自由民主党         | 前   | 125,636 | 52.27% |
|      | 中前茂之   | 38   | 民主党             | 新   | 94,135  | 39.16% |
|      | 宮内聡     | 46   | 日本共産党         | 新   | 15,583  | 6.48%  |
|      | 河合美智子 | 62   | 無所属             | 新   | 2,697   | 2.09%  |
|      | 森山佳則   | 43   | 諸派（幸福実現党） | 新   | 2,325   | 2.09%  |
|      |            |      |                    |      | 240,376 |        |
注：河合と森山両候補の得票率は一括して計算